# درجة دبلوم جامعي

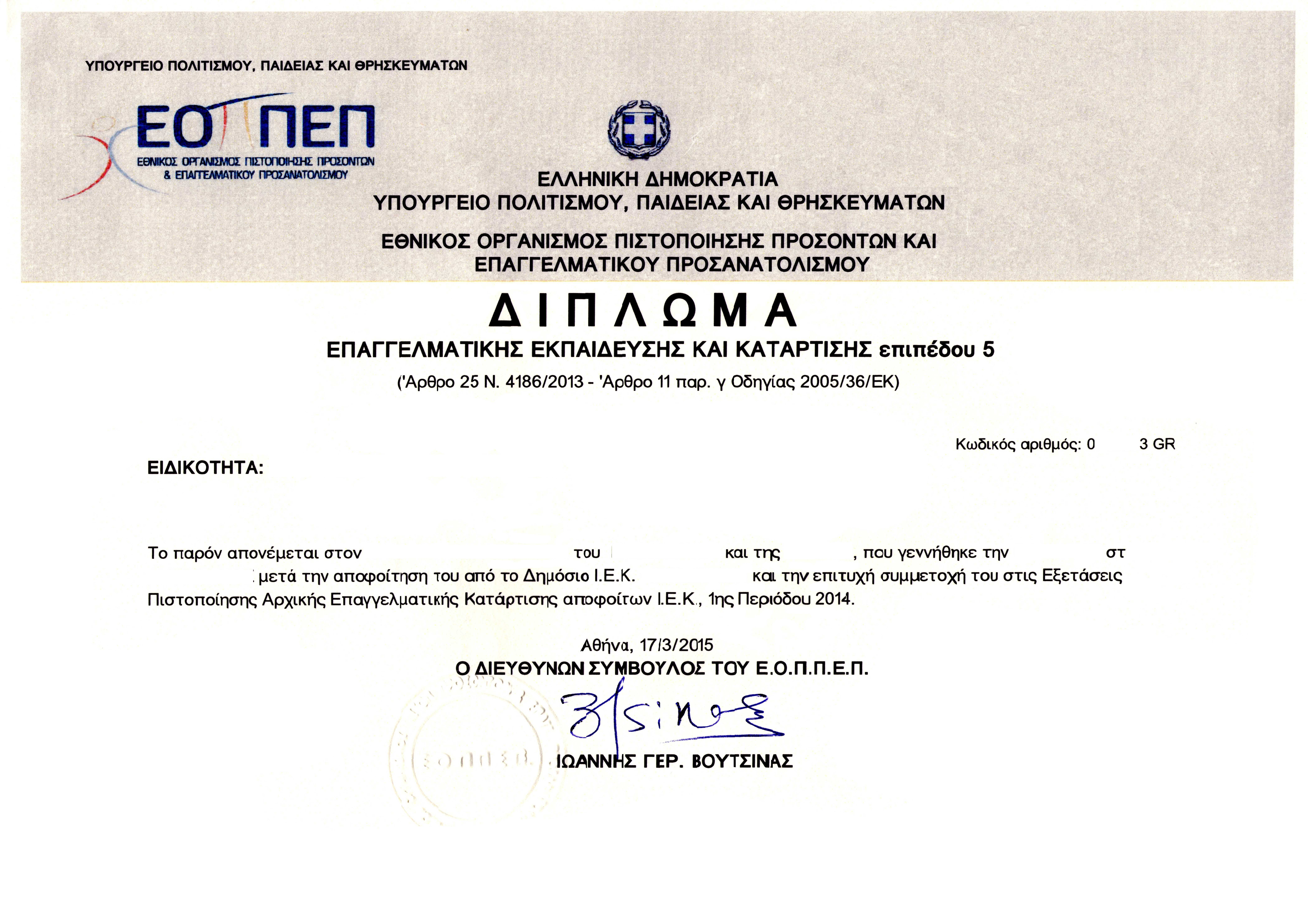
شهادة مهنية

درجة دبلوم جامعي هي درجة جامعية تمنح بعد دراسة مدتها من سنتين إلى ثلاث سنوات بعد مرحلة الثانوي. وهي مؤهل من المؤهلات العلمية بين شهادة الثانوية العامة وودرجة البكالوريوس.
مُنحت درجة دبلوم جامعي للمرة الأولى في المملكة المتحدة في عام 1873 (حيث لم تعد تمنح)، قبل أن يتم اعتمادها في الولايات المتحدة في عام 1898. في الولايات المتحدة يُسمح بنقل درجة دبلوم جامعي إلى السنة الثالثة من درجة البكالوريوس. وقد تم اعتماد درجة دبلوم جامعي منذ ذلك الحين في عدد محدود من الدول الأخرى.

## أستراليا
أضافت أستراليا «درجة دبلوم جامعي» إلى إطار المؤهلات الأسترالي  في عام 2004 . وتصنف درجة دبلوم جامعي مؤهلاً اكاديمياً بشكل أكبر من درجة الدبلوم، وتم تصميمه بشكل موضح لدرجة البكالوريوس.

## البرازيل
تُعرف الشهادات الجامعية في البرازيل باسم قرادجويكاو (graduação). وتتبع البرازيل السمات الرئيسية للنظام الأوروبي؛ بحيث ان المدارس العامة متاحة مجاناً من رياض الأطفال حتى مرحلة ما بعد التخرج، كحق منصوص عليه في المادة 6 من الدستور البرازيلي وكواجب للدولة في المادة 208، موضحة في البند الأول والرابع والخامس من الدستور البرازيلي. وأضافت البرازيل «التكنولوجيا» كدرجة جامعية في عام 2001، وتتراوح مدة الدراسة في درجة التكنولوجيا ما بين 2 إلى 3 سنوات من الدراسة بدوام كامل. ويستغرق الحصول على هذه الشهادة وقتاً أقصر بالإضافة إلى دورات مهنية محددة تهدف إلى توفير معرفة شاملة عن التخصص مثل: درجة فنية في الأعمال التجارية الزراعية، درجة إدارة السياحة، إلخ.).

## كندا
نظرًا للطبيعة اللامركزية في كندا، كل مقاطعة في كندا تكون مسؤولة عن التعليم فيها، لذلك التعليم في جميع أنحاء كندا غير موحد. وتعد مقاطعة كولومبيا البريطانية هي المقاطعة الكندية الوحيدة التي تقدم درجات دبلوم جامعي على الطريقة الأمريكية. وهي مماثلة لدرجة الدبلوم الجامعي الأمريكي، تتكون من برنامج لمدة عامين وتسمح بنقلها للسنة الثالثة من برنامج درجة البكالوريوس.
اما بالنسبة للمقاطعات الأخرى في كندا فإنها لاتقدم درجة الزمالة، ولكنها تقدم مؤهلات مماثلة في التعليم العالي دون مستوى درجة البكالوريوس. معظم هذه الدورات مدتها سنتان، على الرغم من أن أونتاريو تقدم أيضًا دبلومات متقدمة لمدة ثلاث سنوات. في كيبيك، ويمكن أن يكون (دبلوم الدراسات الجامعية[بحاجة لمصدر])، الذي يتم تدريسه في الكليات ما بعد الثانوية العامة للدراسات العامة والمهنية (كليات التعليم العام والمهني؛ cégeps) مؤهلًا لمدة عامين قبل الجامعة شرط مسبق للدخول في دورات البكالوريوس (ثلاث سنوات)، أو برنامج تقني لمدة ثلاث سنوات لإعداد الطلاب للعمل.

## أوروبا
تعتبر الدورات قصيرة الامد لعملية بولونيا / المستوى 5 في نظام المؤهلات الأوروبية والتي تقع بين مستوى التعليم الثانوي ومستوى درجة البكالوريوس، معادلة لدرجة دبلوم جامعي. تشمل هذه المؤهلات الدرجة التأسيسية (FdA ، FdSc ، FdEng)، وشهادة التعليم العالي (CertHE) ودبلوم التعليم العالي (DipHE) في المملكة المتحدة،  الشهادة العليا في جمهورية أيرلندا،  والجامعة الفرنسية للتكنولوجيا وشهادة التقني العالي.

### هولندا
في هولندا، تم إنشاء أربعة استطلاعات بين عامي 2005 و 2011 لتقييم اهمية إضافة درجة الزمالة. ، وتم إضافة درجة دبلوم جامعي في عام 2007 إلى النظام الهولندي للتعليم العالي في تيار التعليم المهني العالي (HBO) الذي يتم تدريسه في جامعات العلوم التطبيقية هوق-سكول (hogeschool).و تشكل دورات درجة دبلوم جامعي جزءًا من دورات درجة البكالوريوس في HBO ، ومتطلبات تقديم الإرشاد لدرجة دبلوم جامعي لمدة عامين مماثلة لدرجة البكالوريوس لمدة أربع سنوات. ويستطيع حاملي درجة الزمالة الحصول على درجة البكالوريوس في HBO في غضون عامين فقط، ولكن لا يتم التعبير عنها إلى درجات البكالوريوس في مجرى البحث الموجه (WO).

### المملكة المتحدة
تم منح لقب درجة دبلوم جامعي في العلوم الفيزيائية (زمالة في العلوم من عام 1879) من قبل كلية العلوم الفيزيائية بجامعة دورهام (جامعة نيوكاسل الآن) من سبعينيات القرن التاسع عشر. وتتطلب الاجتياز (في عام 1884) في ثلاثة مسارات وهي الرياضيات، والفيزياء، الكيمياء والجيولوجيا، وسمح للطلاب بالمضي قدمًا في امتحان بكالوريوس العلوم.  كمؤهل على مستوى جامعي أدنى من درجة البكالوريوس، وتعتبر هذه أول درجة زمالة في العالم بالمعنى الحديث، حيث تم منحها لأول مرة في عام 1873، قبل 25 عامًا من إدخال درجات الزمالة في الولايات المتحدة من قبل جامعة شيكاغو.  وقد تم تقديم دورهام أيضًا مساعدًا في علم اللاهوت في عام 1901. وقد توقف كلاهما منذ ذلك الحين، على الرغم من أن تاريخ انسحابهما غير معروف.  وقد كان هناك ثلاثة عشر نوعًا مختلفًا من درجات دبلوم جامعي المقدمة في الجامعات البريطانية في عام 1927. 
واما لقب درجة دبلوم جامعي في الفنون ، الذي قدمته جامعة أكسفورد عام 1857 ويشار إليه أحيانًا بدرجة دبلوم جامعي في الفنون، وهو الذي يسبق درجة دورهام. فقد كان امتحانًا لـ «أولئك الذين ليسوا أعضاء في الجامعة» والذين تقل أعمارهم عن 18 عامًا؛ والذي كان على مستوى مؤهل الثانوية العامة بدلاً من درجة دبلوم جامعي الحديثة. وكانت الاختبارات تجرى في اللغة الإنجليزية واللغات والرياضيات والعلوم والرسم والموسيقى، ويتم منح هذا اللقب للطلاب الذين اجتازوا أياً من المقررات السابقة (مالم تكن المقررات الرسم والموسيقى). 
وتتباين المعايير البريطانية لدرجة دبلوم جامعي تبعا للنظام الوطني الذي يصدر عنها. بناءً على تقييم أجرته NARIC بالمملكة المتحدة، تُعتبَر درجات دبلوم جامعي الأمريكية والكندية مساوية لدورات التعليم العالي لمدة عام واحد مثل الشهادة الوطنية العليا في المستوى 4 من الإطار البريطاني لمؤهلات التعليم العالي. ومع ذلك، تعتبر درجات دبلوم جامعي الأسترالية معادلة لدورات التعليم العالي لمدة عامين مثل الدبلوم الوطني العالي في المستوى 5 في هذا الإطار.

### الدنمارك
يسمى التعليم الذي يستغرق من سنتان إلى ثلاثة سنين على مستوى البكالوريوس في الدنمارك باسم "Erhvervsakademiuddannelse ". وهذا ما يسمى بالشهادة الاكاديمية (AP-Degree) باللغة الإنجليزية.

### النرويج
يسمى التعليم لمدة عامين على مستوى البكالوريوس في النرويج ب Høgskolekandidat بمعنى «خريج الكلية الجامعية». فقط عدد قليل من المهن تتطلب هذه الدرجة مثل: ECTS ، موالف البيانو، مدرب القيادة.

## هونج كونج
في هونغ كونغ، تم إدخال درجة الزمالة لأول مرة في الإقليم في عام 2000 بهدف زيادة عدد الطلاب الحاصلين على مؤهلات ما بعد المرحلة الثانوية. ، وقد كان التأهيل يستغرق من سنتين إلى ثلاث سنوات، ولكن تم تغيير ذلك في عام 2012 إلى دورة لمدة عامين. وتم تصميم درجة دبلوم جامعي كمؤهل تعليمي أكاديمي عام، مقارنة بالدبلوم المهني / الدبلوم العالي / المتقدم (نظام المؤهلات المستوى 4)، ويسمح بنقل درجة دبلوم جامعي إلى السنة الثالثة من درجة البكالوريوس لمدة أربع سنوات (على الطراز الأمريكي) أو السنة الثانية من درجة البكالوريوس لمدة ثلاث سنوات (على الطريقة البريطانية). واظهرت الدراسات في عام 2016 أن معظم الطلاب يعتقدون أن درجات دبلوم جامعي ستساعدهم على الالتحاق للحصول على درجة البكالوريوس ولكنها ليست وسيلة للحصول على وظيفة؛ لكن 30٪ فقط من خريجي درجة دبلوم جامعي استطاعوا الحصول على مقاعد ل إكمال دراستهم، مما أدى إلى توجيه الاتهامات بأن الدرجة «مضيعة للوقت والمال» وتدعو الحكومة إلى معالجة ذلك من خلال توفير المزيد من المقاعد للحصول على درجة البكالوريوس. بينما رد اخرون على هذه الانتقادات، حيث قالوا أن التعليم كان له فوائد تتجاوز الدخل، وهو مجرد إجراء قصير المدى.

## المكسيك
درجة دبلوم جامعي تسمى كاريرا تكنيكا (carrera técnica) أو (TSU) في المكسيك، بينما تُعرف درجة البكالوريوس باسم ليثنثاتيورا أو ايثنيريا.

## الولايات المتحدة الأمريكية
في الولايات المتحدة، عادةً ما يتم الحصول على درجة دبلوم جامعي في غضون عامين أو أكثر ويمكن الحصول عليها في كليات المجتمع والكليات التقنية والمدارس المهنية وبعض الكليات وكذلك في بعض الجامعات. ويمكن للطالب الذي أكمل برنامجًا مدته عامين أن يحصل على درجة دبلوم جامعي في الفنون / المنتسبين في الفنون (AA)  أو درجة دبلوم جامعي في العلوم / المنتسبين في العلوم (AS). ويتم الحصول على درجات AA عادةً في الفنون والعلوم الليبرالية مثل العلوم الإنسانية ومجالات العلوم الاجتماعية؛ كما تُمنح درجات AS لأولئك الذين يدرسون في المجالات العلمية والتقنية التطبيقية والمجالات المهنية للدراسة. بشكل عام، تركز السنة الأولى من الدراسة على التعليم العام على مستوى الكلية والسنة الثانية تركز على مجال الانضباط.
ويمكن للطلاب الذين اكملوا برنامجًا تقنيًا أو مهنيًا لمدة عامين أن يحصلوا في الغالب على درجة الزمالة في العلوم التطبيقية / مساعدًا في العلوم التطبيقية (AAS)، على الرغم من أن اسم الدرجة العلمية سيتضمن في بعض الأحيان الموضوع (درجة «موسومة»).
تسمح عمليات القبول في الولايات المتحدة أحيانًا بحساب الدورات الدراسية التي تم أخذها والاعتمادات المكتسبة في دورة AA أو AS أو AAS في درجة البكالوريوس من خلال اتفاقيات النطق أو الاعتراف بالتعلم المسبق، اعتمادًا على الدورات التي تم أخذها، قوانين / لوائح الدولة المعمول بها، ومتطلبات التحويل للجامعة.
تشمل عناوين درجات دبلوم جامعي الشائعة ما يلي:
- زمالة الأعمال التطبيقية (AAB)
- زمالة في العلوم التطبيقية (AAS)
- زمالة في التكنولوجيا التطبيقية (AAT)
- زمالة في الآداب (AA)
- زمالة في فنون التدريس (AAT)
- زمالة في إدارة الأعمال (ABA)
- زمالة في تكنولوجيا الهندسة الكهربائية (AEET)
- زمالة الإلكترونيات (AE)
- زمالة الهندسة (AE / AEng)
- زمالة في التكنولوجيا الهندسية (AET / AEngT)
- زمالة في علم الغابات (AF)
- زمالة في الدراسات العامة (AGS)
- زمالة في التكنولوجيا الصناعية (AIT)
- زمالة التمريض (AN) / ممرض / ممرض درجة الزمالة (ADN)
- زمالة في علوم التمريض (ASN)
- زمالة في الدراسات المهنية (AOS)
- زمالة في العلوم (AS)
- زمالة في العلوم في التصميم بواسطة الحاسوب (AS-CAD)
- زمالة في التكنولوجيا (AT)

### كاليفورنيا
تم التوقيع على قانون إنجاز نقل الطلاب في التشريع في 29 سبتمبر 2010، وهو تشريع يمنح أي طالب في كلية المجتمع بكاليفورنيا حصل على درجة دبلوم جامعي في الآداب في التحويل (AA-T) أو درجة الزمالة في العلوم للتحويل (AS-T) سيتم منح الأولوية للقبول في CSU (جامعة ولاية كاليفورنيا) في برنامج درجة البكالوريا (BA) مماثل مع ضمان مكانة المبتدئين.